# زمرة غير منتهية
في نظرية الزمر، فرعا من الرياضيات، زمرة غير منتهية (بالإنجليزية: Infinite group)‏ هي زمرة حيث المجموعة التي تعرفها تتكون من عدد لا نهائي من العناصر.

## أمثلة
- (Z, +)، مجموعة الأعداد الصحيحة مزودةً بعملية الجمع، و(R, +)، مجموعة الأعداد الحقيقية، مزودةً بعملية الجمع.
- زمرة لاي غير منتهية.
- زمرة خطية عامة.